# Chainsaw Man
Chainsaw Man (チェンソーマン?, Chensō Man, lett. "Uomo motosega") è un manga scritto e disegnato da Tatsuki Fujimoto, serializzato sulla rivista Weekly Shōnen Jump di Shūeisha dal 3 dicembre 2018 al 18 dicembre 2020, per poi continuare sulla rivista digitale Shōnen Jump+ a partire dal 13 luglio 2022.

## Ambientazione
Nel mondo di Chainsaw Man, i Diavoli (悪魔?, Akuma) nascono dalle paure umane; questi sono solitamente pericolosi, malevoli e il loro potere è proporzionale alla paura che incutono. Gli umani possono stipulare contratti con loro per usare il loro potere e i Cacciatori di Diavoli (デビルハンター?, Debiru Hantā) sono specializzati nella loro eliminazione e nel loro impiego. I Diavoli provengono dall'Inferno, migrano sulla Terra quando vengono uccisi all'Inferno e viceversa. Ad abitare all'Inferno sono diavoli estremamente potenti, chiamati Paure Primordiali, che non sono mai stati uccisi.
Un Diavolo può, in determinate condizioni, vivere nel corpo di un essere umano, acquisendo parte dei suoi ricordi e della sua personalità; una tale creatura è chiamata Belva (魔人?, Majin, lett. "Persona demoniaca"). In rari casi, è possibile che un umano morto sia in grado di mantenere la propria personalità e il controllo dell'equilibrio del corpo con il proprio Diavolo, con il quale è in grado di conversare.
Gli eventi della storia si svolgono nel 1997 di una linea temporale alternativa in cui l'Unione Sovietica esiste ancora e molti eventi come l'Olocausto, l'AIDS e le armi nucleari sono stati cancellati dalla storia e hanno cessato di esistere interamente a causa del consumo dei rispettivi Diavoli da parte del Diavolo Motosega, con solo un potente gruppo di diavoli noto come i Quattro Cavalieri che ricordano gli eventi originali. Allo stesso modo, non c'è stata alcuna guerra dalla prima guerra mondiale poiché il Diavolo Guerra è stato indebolito al punto che le uniche tracce di guerra esistono nella cultura pop e nei media.

## Trama
Denji, un orfano senzatetto, incontra Pochita, il Diavolo Motosega, ferito a cui dona il suo sangue, stringendo inizialmente una semplice amicizia. Insieme si guadagnano da vivere cacciando Diavoli sottobanco per la yakuza per ripagare i debiti di Denji; questo finché un giorno, in uno scontro con il Diavolo Zombi (che aveva preso il controllo dei suoi creditori), Denji viene apparentemente ucciso. Pur di farlo sopravvivere, Pochita prende il posto del suo cuore, stringendo con lui un vero e proprio patto e trasformandolo così in Chainsaw Man. Divenuto un ibrido umano-diavolo, Denji elimina il Diavolo Zombi ed incontra Makima, un'ufficiale del reparto Cacciatori di Diavoli della Pubblica Sicurezza, la quale, viste le sue capacità di combattimento e affezionatasi rapidamente a lui, decide di arruolarlo nella Quarta Divisione della Pubblica Sicurezza, una sezione sperimentale nella quale viene messo alla prova l'impiego di diavoli non ostili agli esseri umani nella lotta contro altri diavoli. Qui Denji conoscerà lo scontroso Aki Hayakawa, Power ed altri Cacciatori umani e non umani con i quali inizierà la caccia al Diavolo Pistola, personificazione del terrore umano delle armi da fuoco, responsabile di una delle più orribili stragi della storia e ricercato in tutto il mondo in seguito alla sua improvvisa scomparsa.

## Media

### Manga
L'obiettivo dell'autore è mettere al centro della storia un personaggio che sia un anti-eroe, emarginato, impulsivo e violento. Si tratta di un ragazzo dal nome Denji, un adolescente con un'infanzia difficile alle spalle, cresciuto senza genitori e costretto fin da piccolo a lavorare per la yakuza per pochi spiccioli, con la sola compagnia del Diavolo Motosega, Pochita. Tatsuki Fujimoto presenta la figura di un personaggio che trova riscontro spesso all'interno della società giapponese ormai irretita dalla crisi economica (e ideologica) mondiale. Il manga è violento e caratterizzato da un umorismo macabro che mischia il design di un cartone Pixar o di un film di Hayao Miyazaki a orripilanti versioni demoniache. I combattimenti sono violenti e riprendono il genere gore e splatter.
La serie Chainsaw Man è iniziata nel numero 52 del 2018 della rivista Weekly Shōnen Jump di Shūeisha, pubblicata il 3 dicembre 2018, dal 20 gennaio 2019 anche su Manga Plus. L'opera è entrata nell'arco finale il 9 novembre 2020 e si è conclusa il 13 dicembre 2020.
In occasione del Lucca Comics del 2019, Planet Manga annuncia l'acquisizione dei diritti per la pubblicazione del manga che sarebbe avvenuta nel 2020. Attraverso una diretta streaming sui social network la stessa casa editrice ha anticipato la pubblicazione in Italia dal 22 ottobre 2020 all'interno della collana Manga Monster, successivamente viene indicata anche l'uscita con copertina variant. La pubblicazione italiana dei primi 11 volumi si è poi conclusa il 30 giugno 2022.
Per gli iscritti al servizio digitale di Weekly Shōnen Jump in Giappone è stata resa disponibile l'edizione a colori dei primi 2 capitoli dal 30 novembre 2020 al 30 gennaio 2021 e dei capitoli dal 3 al 6 fino al 28 febbraio 2021. Dal 20 dicembre 2021 è disponibile in Giappone l'edizione digitale a colori della serie.
Poco prima della pubblicazione internazionale del capitolo 97 il 13 dicembre 2020 viene annunciato che si conclude la prima parte del manga e che proseguirà sulla rivista digitale Shonen Jump+.

### Anime

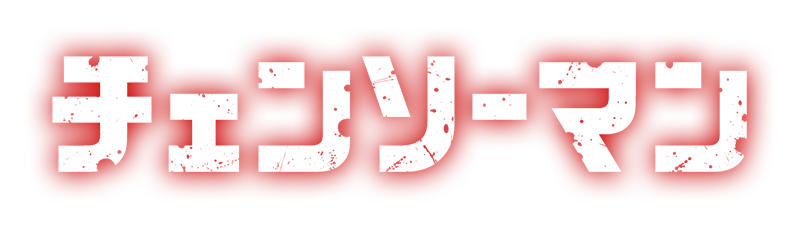
Logo della serie

Il 13 dicembre 2020 è stato annunciato che il manga avrebbe ricevuto un adattamento anime realizzato dallo studio d'animazione Mappa. È stato presentato durante l'evento Jump Fest '21 come parte del Jump Studio tenutosi dal 19 al 20 dicembre 2020. Il primo trailer è stato mostrato al "MAPPA Stage 2021 – 10th Anniversary" che si è tenuto il 27 giugno 2021. L'anime è diretto da Ryū Nakayama e sceneggiato da Hiroshi Seko. Kazutaka Sugiyama si occupa del character design, Kiyotaka Oshiyana si occupa dei disegni dei demoni mentre Yūsuke Takeda è il direttore artistico. Kensuke Ushio compone la colonna sonora. La serie animata è stata trasmessa dall'11 ottobre al 27 dicembre 2022 su TV Tokyo e altre reti. La sigla d'apertura è Kick Back di Kenshi Yonezu, ogni episodio ha una diversa sigla di chiusura. La sigla di apertura, diretta e sceneggiata da Shingo Yamashita, rende omaggio a diversi film. Crunchyroll ha acquistato i diritti di distribuzione al di fuori dell'Asia e ha pubblicato la serie in vari Paesi del mondo, tra cui l'Italia. Dopo essere stata disponibile solo sottotitolata, il 2 febbraio 2023 è stato annunciato il doppiaggio italiano, il quale è stato pubblicato dal 21 febbraio al 9 maggio dello stesso anno.

### Film
Il 17 dicembre 2023, all'evento Jump Festa '24, è stato annunciato un film anime intitolato Chainsaw Man - The Movie: Reze Arc. Il film debutterà in Giappone il 19 settembre 2025 e sarà distribuito da Toho. Lo staff tornerà a ricoprire i rispettivi ruoli dalla serie anime, mentre Tatsuya Yoshihara sarà il regista. In Italia,  il film sarà proiettato nei cinema a partire dal 30 ottobre 2025 da Sony Pictures.

### Light novel
Una light novel intitolata Buddy Stories (チェンソーマン バディ・ストーリーズ?, Chensō Man Badi Sutōrīzu) e scritta da Sakaku Hishikawa, con illustrazioni di Tatsuki Fujimoto, è stata pubblicata il 4 novembre 2021. Il romanzo è composto da tre racconti aventi come protagonisti rispettivamente le coppie Power e Denji, Kishibe e Quanxi e Himeno e Aki.

## Accoglienza

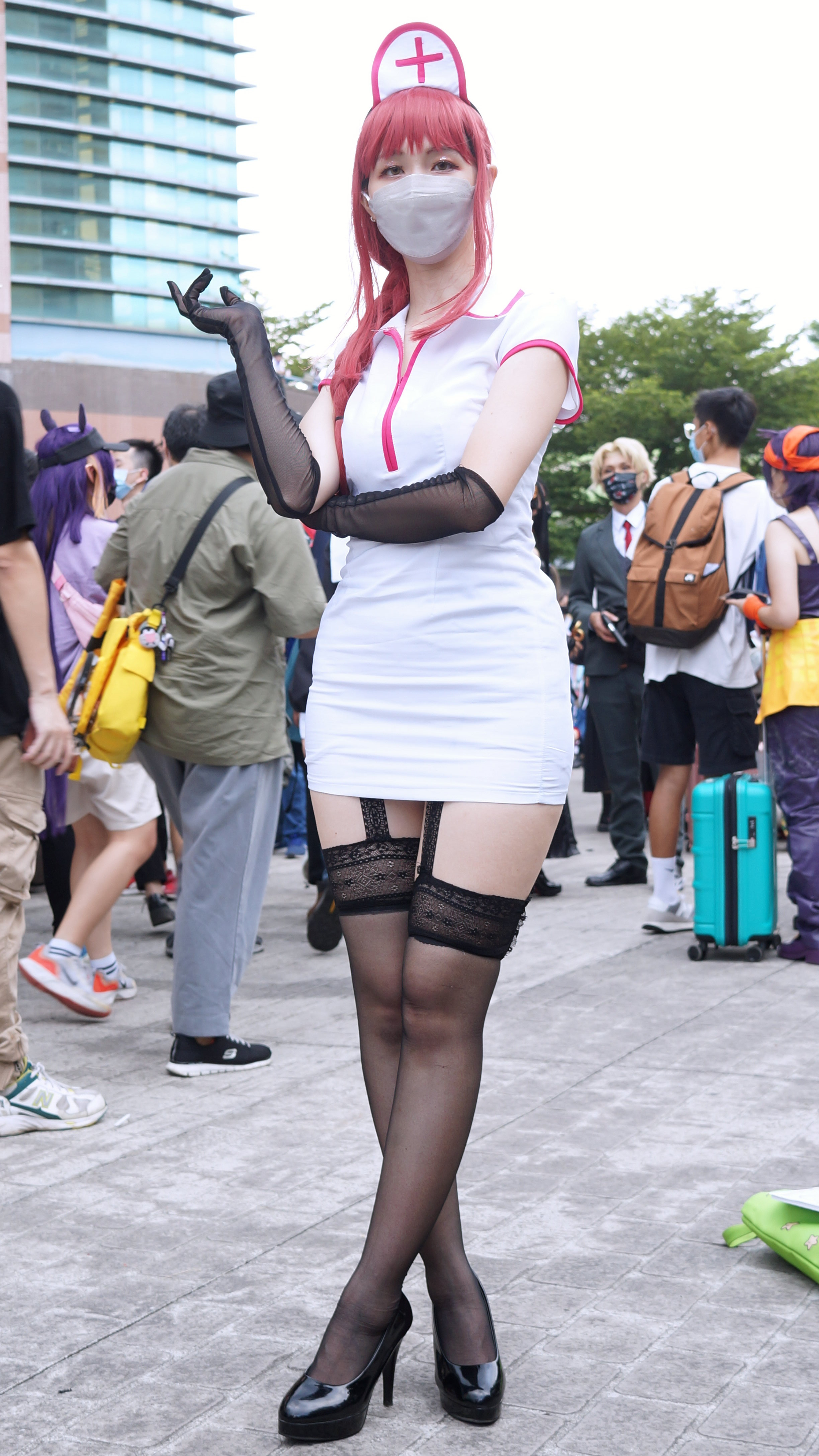
Cosplayer di Makima

La serie ha ricevuto sin da subito un'ottima accoglienza e risulta fra i candidati al premio Manga Taishō del 2020. All'uscita del volume 8 ad agosto 2020 la serie raggiunge 2,7 milioni di copie vendute, 3 milioni contando anche ristampe ed edizioni digitali.
La serie si è classificata al decimo posto in un sondaggio condotto da AnimeJapan chiamato "Most Wanted Anime Adaptation", ovvero l'adattamento anime più desiderato.
Domenico Bottalico di MangaForever recensì il primo volume del manga, trovando che l'intento dell'autore Tatsuki Fujimoto fosse quello di inserirsi nel filone shōnen più moderno ma, a differenza da quanto ci si poteva aspettare, nel tankōbon trattato era presente meno azione del previsto e un discreto lavoro di costruzione del protagonista e del suo straniante punto di vista sul mondo che lo circondava. Denji era un protagonista che faceva tenerezza dapprima nel rapporto con Pochita e poi perché era continuamente abusato fisicamente, psicologicamente ed emotivamente dagli altri personaggi. Tuttavia si trattava di uno di quei protagonisti le cui risorse sembrano inesauribili come dimostrava il cliffhanger con cui si chiudeva il tankōbon. Bottalico si soffermò sul fatto che l'autore aveva inserito all'interno della sua opera una serie di suggestioni e ispirazioni abbastanza evidenti, ovvero Berserk di Kentarō Miura ma anche Devilman e Kiseiju - L'ospite indesiderato diluiti da una macabra ironia che rendeva la lettura tanto scorrevole quanto spaventosa. Tuttavia non mancavano sequenze d'azione e il sangue scorreva copioso a fiumi ma almeno nel primo volume non sembrava essere l'unica risorsa dell'autore nel raccontare la sua storia che doveva ancora svilupparsi pienamente.

### Premi e riconoscimenti
- Nel 2020 il manga vince il Premio Shōgakukan nella categoria Shōnen[52]. La serie vince il premio Kono manga ga sugoi! 2020[8].
- Nel 2021 vince come miglior manga agli Harvey Awards.[53][54][55] Nel sondaggio Manga Sōsenkyo 2021 indetto da TV Asahi, 150 000 persone hanno votato la loro top 100 delle serie manga e Chainsaw Man si è classificata al 58º posto[56]. A fine 2021 Chainsaw Man si classifica alla posizione 12 per i Trend Award di Twitter in Giappone.[57]
- Nel 2022 il manga vince per il secondo anno consecutivo il premio Harvey Awards come miglior manga.[58]